# Kunkujang
Kunkujang (Namensvariante: Kunkujang Jataya und Kunkujang Mariama) ist eine Ortschaft im westafrikanischen Staat Gambia.
Nach einer Berechnung für das Jahr 2013 leben dort etwa 9652 Einwohner, das Ergebnis der letzten veröffentlichten Volkszählung von 1993 betrug 2628.

## Geographie
Kunkujang liegt in der West Coast Region im Distrikt Kombo North.

## Persönlichkeiten
- Paul L. Mendy (1958–2013), Politiker